# Birur
Birur è una città dell'India di 22.601 abitanti, situata nel distretto di Chickmagalur, nello stato federato del Karnataka. In base al numero di abitanti la città rientra nella classe III (da 20.000 a 49.999 persone).

## Geografia fisica
La città è situata a 13° 37' 0 N e 75° 58' 0 E e ha un'altitudine di 832 m s.l.m..

## Società

### Evoluzione demografica
Al censimento del 2001 la popolazione di Birur assommava a 22.601 persone, delle quali 11.452 maschi e 11.149 femmine. I bambini di età inferiore o uguale ai sei anni assommavano a 2.379, dei quali 1.261 maschi e 1.118 femmine. Infine, coloro che erano in grado di saper almeno leggere e scrivere erano 15.754, dei quali 8.683 maschi e 7.071 femmine.